# Cytisus pulvinatus
Cytisus pulvinatus là một loài thực vật có hoa trong họ Đậu. Loài này được Quezel miêu tả khoa học đầu tiên.